# Oswaldo Ibarra
Pour les articles homonymes, voir Oswaldo et Ibarra.
Oswaldo Ibarra (né le 8 septembre 1969) est un footballeur équatorien.

## Biographie
En juin 2002, le sélectionneur Hernán Darío Gómez annonce qu'Oswaldo Ibarra est retenu dans la liste des 23 joueurs pour jouer la Coupe du monde 2002 au Japon.